# Nuttallina crossota
Nuttallina crossota är en blötdjursart som beskrevs av Berry 1956. Nuttallina crossota ingår i släktet Nuttallina och familjen Ischnochitonidae.
Artens utbredningsområde är Californiaviken. Inga underarter finns listade i Catalogue of Life.